# 오아미시라사토시
오아미시라사토시(일본어: 大網白里市)는 일본 지바현 동부에 있는 시이다. 구주쿠리 평야의 남서부 중앙에 위치한다.
인구는 2012년 12월 1일 기준으로 50,088명으로, 원래 산부군 오아미시라사토정이었으나 시 승격 요건을 충족하여 2013년 1월 1일부터 산부군에서 독립해 시가 되었다.

## 지리
모바라시와 도가네시 사이에 있다. 지바시 방면의 주택 지역으로 인구 증가가 현저하다.

## 역사
- 1889년 4월 1일 - 정촌제 시행과 함께 산부군 오아미정, 미즈호촌, 야마베촌, 마스호촌, 후쿠오카촌, 이라사토촌이 성립하였다.
- 1935년 8월 10일 - 이라사토촌이 정으로 승격해 이라사토정이 되었다.
- 1951년 4월 10일 - 오아미정, 미즈호촌, 야마베촌이 합병해 오아미정이 되었다.
- 1954년 12월 1일 - 오아미정, 이라사토정, 마스호촌이 합병해 오아미시라사토정이 되었다.
- 2013년 1월 1일 - 산부군에서 독립해 시로 승격했다.

## 교통

### 철도
- 동일본 여객철도
  - 소토보선
    - (← 지바시 미도리구) - 오아미역 - 나가타역 - (모바라시 →)

  - 도가네선
    - 오아미역 - (도가네시 →)

### 도로
- 국도 128호선
- 국도 409호선

## 인구
| 연도 | 인구   | ±%     |
| ---- | ------ | ------ |
| 1970 | 22,789 | —      |
| 1980 | 25,478 | +11.8% |
| 1990 | 32,742 | +28.5% |
| 2000 | 48,051 | +46.8% |
| 2010 | 50,720 | +5.6%  |